# Koung-Khi
Koung-Khi is een departement in Kameroen, gelegen in de regio Ouest. De hoofdstad van het departement heet Bandjoun. De totale oppervlakte bedraagt 353 km². Er wonen 121 794 mensen in Koung-Khi.

## Districten
Koung-Khi is onderverdeeld in drie districten en twee dorpen of plaatsen:

### Districten
- Bayangam
- Bandjoun
- Demding

### Dorpen en plaatsen
- Bandrefam
- Batoufam